# Esponellà
Esponellà – gmina w Hiszpanii, w prowincji Girona, w Katalonii, o powierzchni 16,13 km². W 2011 roku gmina liczyła 446 mieszkańców.